# Alabama Moon
Alabama Moon è film del 2009 diretto da Tim McCanlies e tratto dal romanzo omonimo di Watt Key.

## Trama
Moon Blake viene cresciuto dall'amorevole ma paranoico padre in una nascosta caverna delle foreste dell'Alabama. Quando il padre muore improvvisamente, Moon si incammina da solo in cerca di una nuova casa nelle selvagge terre dell'Alaska. Fermato da un poliziotto per il possesso di una pistola, Moon viene rinchiuso in un riformatorio giovanile, dove ben presto fa amicidia con Kit e Hal. Dopo aver organizzato una fuga di massa, i tre ragazzi cercano riparo nei boschi, ma sulle loro tracce si è messo il connestabile Sanders.